# Betty Grable

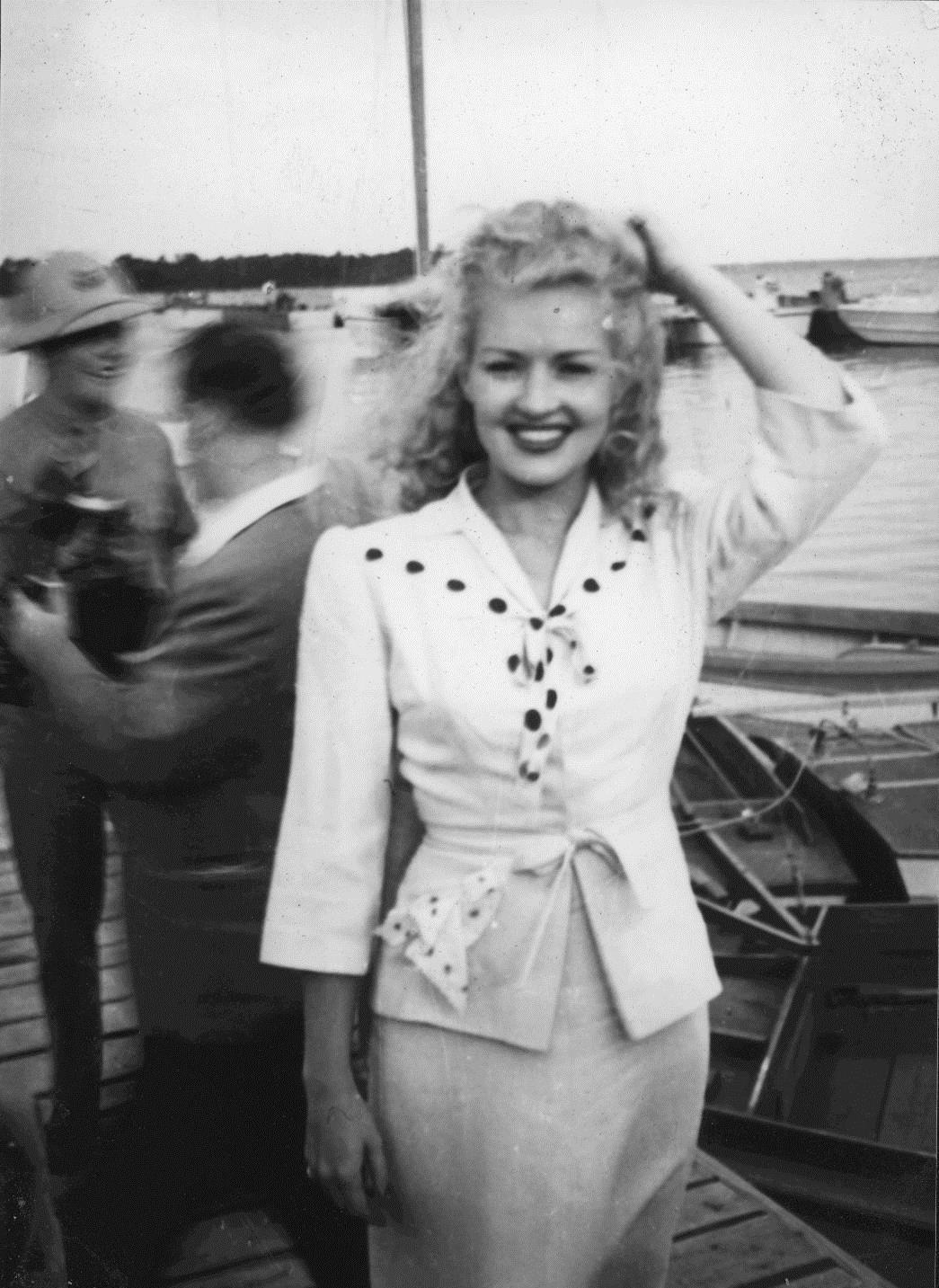
Betty Grable (1942)

Betty Grable (* 18. Dezember 1916 in St. Louis, Missouri, als Elizabeth Ruth Grable; † 2. Juli 1973 in Santa Monica, Kalifornien) war eine US-amerikanische Schauspielerin und das beliebteste Pin-up-Girl der 1940er Jahre.

## Leben und Karriere
Betty Grable wurde 1916 als Tochter eines Börsenmaklers in St. Louis geboren. Sie begann ihre Karriere im Jahr 1930 auf Betreiben ihrer Mutter Lillian, die darauf bestand, dass sie das Singen, Tanzen sowie das Spielen von Ukulele und Saxophon lernte. Anfangs wurde Grable lange Zeit nur in kleineren Rollen besetzt. Sie war eines der „Goldwyn Girls“ und wirkte als Statistin in einigen Eddie-Cantor-Filmen mit. Mitte der 1930er Jahre wechselte sie zu Paramount Pictures und heiratete den ehemaligen Kinderstar Jackie Coogan. Mit der Zeit bekam sie etwas bessere Rollen, jedoch weiterhin als Nebendarstellerin. Der Durchbruch gelang ihr erst nach 1940, als sie zu 20th Century Fox wechselte. Bereits ihr erster Film für das Studio, Galopp ins Glück, ein aufwendig produziertes Musical in Technicolor, machte Grable zum Star. Von 1942 bis 1951 zählte sie durchgehend zu den zehn kassenträchtigsten Kinostars des Landes, länger als jeder andere weibliche Star. 1943 belegte sie sogar Platz 1. Vergleichbares sollte nach ihr nur noch Doris Day gelingen.
Eine Aufnahme des Studiofotografen Frank Powolny aus dem Jahr 1943, die Grable in einem Badeanzug zeigt, während sie über ihre Schulter blickt, war eine der beliebtesten Pin-up-Aufnahmen der Zeit. 20th Century Fox nutzte ihren Ruhm 1944 für den Film Pin up Girl. Betty Grable wurde vom Studio meist in aufwendigen Musicals eingesetzt, oft an der Seite von Carmen Miranda und John Payne. Die Titel sind wie Inhaltsangaben und Filme wie Springtime in the Rockies, Moon over Miami oder Coney Island präsentierten Grable in freizügigen Kostümen und mit mehr oder weniger eingängigen Songs.

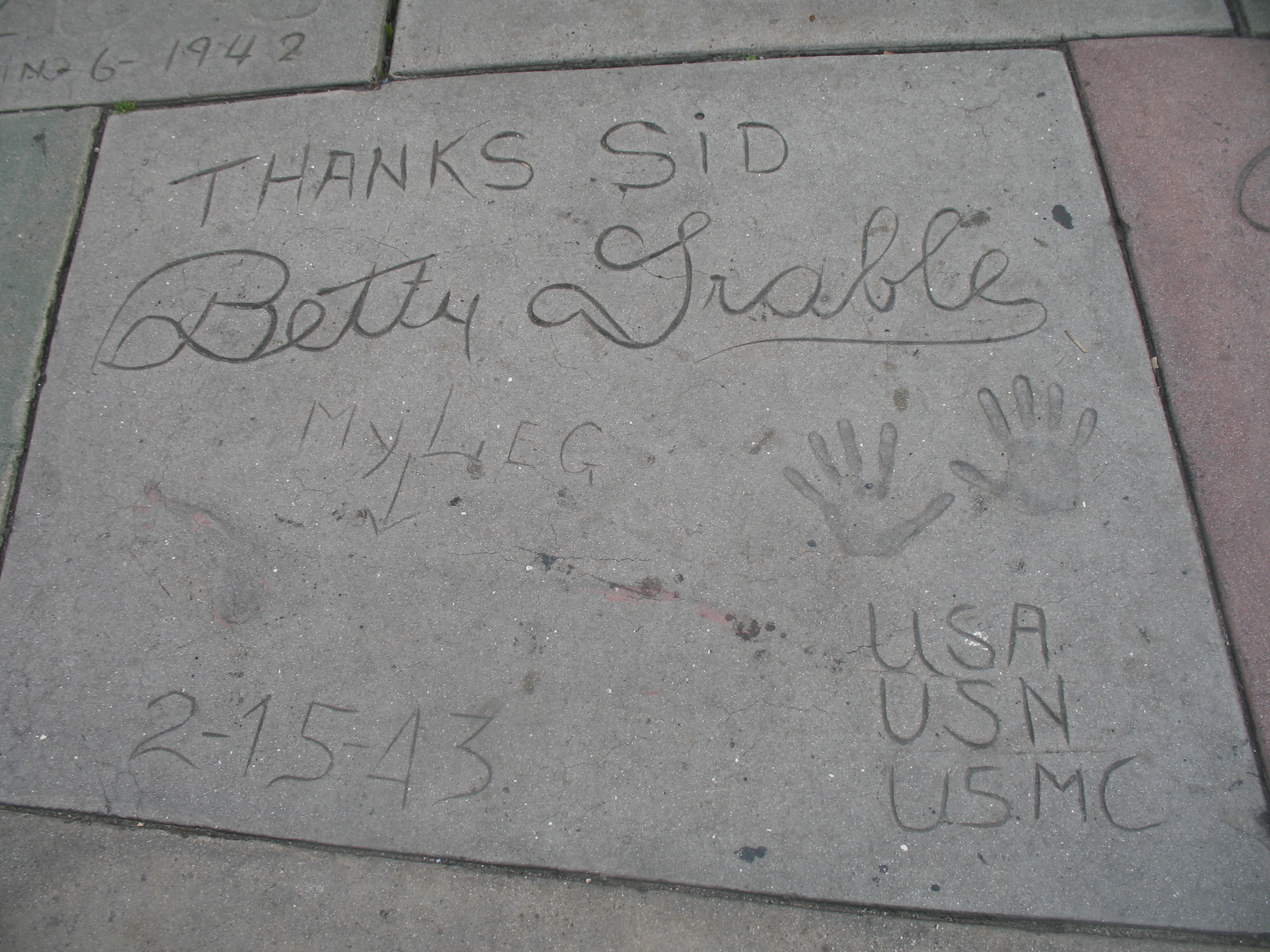
Grables Hand- und Beinabdrücke vor Grauman’s Chinese Theatre

Grable wurde 1948 zur bestbezahlten Schauspielerin Hollywoods mit einem geschätzten Jahreseinkommen von 300.000 Dollar. 20th Century Fox ließ zudem ihre Beine mit einer Million Dollar versichern, sodass sie neben dem Spitznamen „The Pin-up Girl“ nun auch mit „The Girl with the Million Dollar Legs“ betitelt wurde. 1942 zeigte sie auch dramatisches Talent in dem frühen Film noir I Wake Up Screaming, in dem sie neben Victor Mature spielte. Mit Beginn der 1950er Jahre hatte Grable nicht nur mit ihrem Gewicht, sondern auch mit dem neuen Star des Studios, Marilyn Monroe, zu kämpfen. Zusammen traten sie 1953 in Wie angelt man sich einen Millionär? auf. Kurz danach verließ Grable das Studio und wirkte nur noch in wenigen Filmen mit. Später begann sie eine ziemlich erfolgreiche Karriere als Nachtclubsängerin, zumeist an der Seite ihres letzten Ehemanns, des Bandleaders Harry James.
Grable war bekannt für ihren Humor, ihre freundliche Art und eine gehörige Portion Selbstironie. Ihr zu Ehren gibt es seit 1960 einen Stern auf dem Hollywood Walk of Fame (6525 Hollywood Boulevard). Sie starb 1973 im Alter von 56 Jahren an Lungenkrebs. Sie ruht bei ihrer Mutter (* 1889; † 1964) im Mausoleum of the Golden West auf dem Inglewood Park Cemetery in Inglewood bei Los Angeles, Kalifornien.

## Filmografie (Auswahl)
- 1929: Happy Days
- 1930: Let’s Go Places
- 1930: New Movietone Follies of 1930
- 1930: Whoopee!
- 1931: Kiki
- 1931: Palmy Days
- 1932: The Greeks Had a Word for Them
- 1932: Probation
- 1932: The Age of Consent
- 1932: Hold ’Em Jail
- 1932: Der falsche Torero (The Kid from Spain)
- 1933: Kavalkade (Cavalcade)
- 1933: Child of Manhattan
- 1933: Melody Cruise
- 1933: What Price Innocence?
- 1933: The Sweetheart of Sigma Chi
- 1934: Scheidung auf amerikanisch (The Gay Divorcee)
- 1934: Student Tour
- 1934: By Your Leave
- 1935: The Nitwits
- 1935: Old Man Rhythm
- 1936: Collegiate
- 1936: Marine gegen Liebeskummer (Follow the Fleet)
- 1936: Don’t Turn ’em Loose
- 1936: Der springende Punkt (Pigskin Parade)
- 1937: This Way Please
- 1937: Thrill of a Lifetime
- 1938: College Swing
- 1938: Give Me a Sailor
- 1938: Campus Confessions
- 1939: Man About Town
- 1939: Million Dollar Legs
- 1939: The Day the Bookies Wept
- 1940: Galopp ins Glück (Down Argentine Way)
- 1940: Tin Pan Alley
- 1941: Allotria in Florida (Moon Over Miami)
- 1941: A Yank in the R.A.F.
- 1941: I Wake Up Screaming
- 1942: Song of the Islands
- 1942: Footlight Serenade
- 1942: Springtime in the Rockies
- 1943: Coney Island
- 1943: Sweet Rosie O’Grady
- 1944: Four Jills in a Jeep
- 1944: Pin Up Girl
- 1945: Diamond Horseshoe
- 1945: Dolly Sisters (The Dolly Sisters)
- 1946: Sinfonie in Swing (Do You Love Me)
- 1947: The Shocking Miss Pilgrim
- 1947: Es begann in Schneiders Opernhaus (Mother Wore Tights)
- 1948: Die Frau im Hermelin (That Lady in Ermine)
- 1948: When My Baby Smiles at Me
- 1949: The Beautiful Blonde from Bashful Bend
- 1950: Varieté-Prinzessin (Wabash Avenue)
- 1950: My Blue Heaven
- 1951: Call Me Mister
- 1951: Meet Me After the Show
- 1953: The Farmer Takes a Wife
- 1953: Wie angelt man sich einen Millionär? (How to Marry a Millionaire)
- 1955: Liebe im Quartett (Three for the Show)
- 1955: How to Be Very, Very Popular